# Lévy Lajos
Lévy Lajos (Budapest, 1875. október 1. – London, 1961. április 7.) orvos, belgyógyász, Lévy Béla (1873–1959) ügyvéd, jogi író testvére, Balogh Tamás (1905–1985) közgazdász nagybátyja.

## Életpályája
Lévy Bernát filológus, orientalista és Kleinmann Mina (1847–1918) fiaként született. Édesanyja Löw Lipót (1811–1875) szegedi főrabbi unokahúga, anyai nagybátyja Kármán Mór (1843–1915) neveléstudós, egyetemi tanár volt. Középiskolai tanulmányait a Magyar Királyi Tanárképző Intézet Gyakorló Főgimnáziumában végezte, ahol 1892-ben érettségi vizsgát tett. 1892 és 1898 között a Budapesti Tudományegyetem Orvostudományi Karának hallgatója volt, s egyetemistaként – 1896 és 1898 között – a Thanhoffer Lajos által vezetett Bonctani Intézetben dolgozott előbb gyakornokként, majd tanársegédként. 1898. október 24-én kapta meg orvosi oklevelét. Kezdetben a Szent Rókus Kórház idegambulatóriumában működött Székács Béla mellett beosztott segédorvosként, illetve ezzel egy időben belgyógyászgyakornokként. 1899 és 1904 között alorvosi beosztásban dolgozott a kórházban és ekkor ismerkedett meg Ferenczi Sándorral. Az 1904. évet Münchenben és Heidelbergben töltötte tanulmányúton. 1904 és 1905 között a Hamburgische Heilstätte Edmundstal-ban dolgozott. Hazatérését megelőzően a Tübingeni Egyetemen letette belgyógyászati szakvizsgáját. Külföldi tanulmányi évei alatt legnagyobb hatást Rudolf Krehl (1861–1937) belgyógyász professzor munkássága gyakorolta rá.
1906 végén visszatért Budapestre és a következő évben főorvosi kinevezést kapott a pesti Charité Poliklinika I. sz. Belgyógyászati Osztályára. 1908. június 6-án Budapesten, a Terézvárosban házasságot kötött tószegi Freund Katával (1883–1969), egy nemesi címmel rendelkező zsidó nagyiparos lányával. Egyetlen gyermekük, Vilmos (1911–1995) 1938-ban telepedett le Londonban, ahol Peter Lambda néven lett ismert szobrász. Feleségének gyógypedagógus-végzettsége volt, de nem gyakorolta hivatását. Pszichoanalitikus kiképzését Ferenczi Sándornál folytatta, és 1928-ban a Magyar Pszichoanalitikusok Egyesületének tagja lett.
1913-ban kinevezték az Erzsébet Szegénykórház belgyógyász főorvosává és az Országos Munkás-betegsegélyző és Balesetbiztosító Pénztár is alkalmazta mint belgyógyász szakorvost. Az első világháborúban rövid ideig frontszolgálatot teljesített, majd ezredorvosként vezette a Mária Valéria barakk-kórház I. sz. belgyógyászati osztályát. 1919 és 1921 között a Székesfővárosi Zita-közkórház osztályos főorvosaként működött, 1922-től pedig visszatért az Erzsébet Szegénykórházhoz. 1917-ben kinevezték a Gyógyászat felelős szerkesztőjévé. 1929 januárjáig szerkesztette a lapot – amelybe már korábban is és lemondását követően is folyamatosan publikált. 1929-ben mind a Gyógyászatnál betöltött funkciója, mind pedig szegénykórházi állása megszűnt, ugyanis 1928-ban a Pesti Izraelita Hitközség Kórházában a C. belgyógyászati osztály vezetésével bízták meg. A másik két belgyógyászati osztályt Fodor Imre és Biedermann János vezette. 1936-ban kinevezték a Pesti Izraelita Hitközség Kórházának igazgató főorvosává.
A német megszállás után az SS kisajátította a Pesti Izraelita Kórház épületét, ezért előbb a Szabolcs utcai kis kórház, majd a Budapesten felállított gettóban létesített, Wesselényi-utcai szükségkórház irányítását vette át, ahol különlegesen nehéz körülmények között végzett áldozatos szervező, gyógyító és humanitárius munkát, számos emberi életet mentve meg. A nyilas uralom alatt kétszer letartóztatták, de mindig sikerült megmenekülnie. A háború után, 1945-ben nyugdíjazták. 1946 és 1954 között különféle zsidó intézményeknél dolgozott adminisztratív állásokban. 1946-tól kivándorlásáig az American Joint Distribution Committee és az Országos Zsidó Segítő Bizottság orvosi tanácsadói tisztségét látta el, illetve magánpraxist folytatott. Nyugdíjaztatása után súlyos depresszióba süllyedt, betegségét Almásy Endre pszichoanalitikus kezelte. 1954 áprilisában, saját kérésére, miután 6000 kötetes könyvtárát a Budapesti Orvostudományi Egyetemre hagyta, feleségével együtt kivándorolhatott az Egyesült Királyságba. Ott azonban nem folytathatta orvosi pályáját, mert orvosi oklevelét nem nosztrifikálták. Orvosi tanácsadást végzett a nácik által üldözött személyek pereiben. Halálát szívelégtelenség okozta.

## Művei
- Eltérő nézetek a typhus diaetájáról. (Gyógyászat, 1899, 132–135. o.)
- Bonctani hasonlatok a lelkiélet vizsgálatában. (Gyógyászat, 1900, 426–428. o.)
- A heroin alkalmazása szívbetegeknél. (Gyógyászat, 1901, 119–120. o.)
- Érdekesebb esetek a kórházi gyakorlatból. (Gyógyászat, 1901, I. Gonorrheát követő septicaemia gyógyult esete ill. II. Meningealis tuberculosis esete. 374–375. o. III. Heveny miliaris gümösödés. 409–412. o.)
- Lueses eredetű Jackson epilepsia. (Gyógyászat, 1902, 25. sz., 388–391. o.)
- Budapester Brief. (Berliner Klinische Wochenschrift, 1903, No. 17. 401–402. o. és No. 49. 1142–1143. o.)
- Megjegyzések a tüdőgyulladás kezeléséről. (Gyógyászat, 1903, 180–183. o.)
- Gyógykisérletek theocinnal. (Gyógyászat, 1903, 213–216. o.)
- Esetek a kórházi gyakorlatból. Pons-betegség és agygyomrocs-vérzés egy-egy esete. (Gyógyászat, 1903, I. 565–567. o., II. 582–583. o.)
- Protahált lefolyásu influenza. (Gyógyászat, 1903, 772–775. o.)
- Vizsgálatok a kisérleti vérfestenyvizelésnél fellépő veseelváltozásokról. (Orvosi Hetilap. 1904, I. 595–598. o., II. 609-611. o., III. 623–625. o.)
- Angina pectoris. (Gyógyászat, 1903, 4–6. o.)
- Asthma cardiale. (Gyógyászat, 1904, 132–134. o.)
- A morphium szerepe szívbetegek kezelésében. (Gyógyászat, 1904, 642–643. o.)
- A tüdőtuberkulozis intézeti kezeléséről. (Gyógyászat, 1904, I. 708-711. o., II. 724- 726. o., III. 741-745. o.)
- Denys tuberculinjával szerzett tapasztalataink. (Orvosi Hetilap, 1905, 602–605. o.)
- Megjegyzések a vérkészitmények festéséről. Gyógyászat, 1905, 39–40. o.)
- A Koch-féle tuberculin diagnostikus és therapeutikus értékéről tüdő-gümőkórnál. (Gyógyászat, 1905, I. 232–236. o., II. 249–250. o., III. 267–269. o.)
- Gümőkóros egyének vérnyomásáról. (Gyógyászat, 1905, 512–513. o.)
- Néhány szó a „megkülönböztető” tuberculin reactioról. (Orvosi Hetilap, 1907, 821–822. o.)
- Az életmentő aetherinjectióról. (Gyógyászat, 1908, 717. o.)
- Thanhoffer Lajos. (Gyógyászat, 1909, 207. o.)
- A bélpathologia néhány kérdéséről. (Gyógyászat, 1910, I. 238–241. o., II. 260–265. o.)
- Megjegyzések a gyomornedv-hypersecretio kórjelző jelentőségéről. (Gyógyászat, 1912,. 274–276. o.)
- "Ein Großvatertraum", (Internat. Zeitschrift für ärztliche Psychoanalyse 1, 1913, p. 475.
- Idült veselob, mint üzemi baleset. (Orvosszakértői Szemle – Munkásügyi Szemle melléklete, 1914, 51–54. o.)
- A papaverin therápiás értékéről. (Gyógyászat, 1914, 72. o.)
- Az epilepsiás halál mint baleset. (Gyógyászat, 1914, 514–515. o.)
- Szívbaj és öröklés. (Gyógyászat, 1914, 720–721. o.)
- Megjegyzések a háborus veselobról. (Gyógyászat, 1915, 556–557. o.)
- Az epilepsia katonaorvosi megállapítása. Pach Henrikkel. (Gyógyászat, 1915, I. 568–569. o., II. 582–584. o.)
- Schächter Miksa dr. (Gyógyászat, 1917, 211–212. o.)
- Háborus váltóláz kórisméjéről, prognozisáról és megelőzéséről. (Orvosképzés, 1918, 1–3. füzet. 28-47. o.)
- Purjesz Zsigmond dr. (Gyógyászat, 1918, 65. o.)
- Bevezetés Török Lajos „Az orvosképzés reformjáról” című írásához. (Gyógyászat, 1919, 15. o., 31. o., 47. o.)
- Levél. (Gyógyászat, 1919, 72. o.)
- Az orvosképzés reformja. Bevezető. (Gyógyászat, 1919, 119–120. o.)
- Kiegészítés Révész Géza „A pszichoanalízis egyetemi oktatása” című írásához. (Gyógyászat, 1919, 184. o.)
- Bevezetés Sigmund Freud „Kell-e az egyetemen a pszichoanalízist tanítani?” című írásához. (Gyógyászat, 1919, 191. o.)
- Válasz Oláh Gusztáv „A pszichoanalízis egyetemi oktatásának kérdéséhez” című írásához. (Gyógyászat, 1919, 407–408. o.)
- Herpes zoster és bárányhimlő. (Gyógyászat, 1920, 486–488. o.)
- Tisztviselői ápolási alap és szabad orvosválasztás. (Gyógyászat, 1922, 11–12. o.)
- Jendrassik Ernő dr. (Gyógyászat, 1922, 12–13. o.)
- Stiller Bertalan dr. (Gyógyászat, 1922, 29. o.)
- Prochnov József dr. (Gyógyászat, 1922, 57–58. o.)
- Chronikus gázmérgezés esete. (Gyógyászat, 1922, 582–584. o.)
- Bäcker József dr. (Gyógyászat, 1924, 522–523. o.)
- A belső syphilis néhány kérdéséről. (Gyógyászat, 1924, 876–881. o.)
- Megemlékezés a budapesti Orvosi Körnek 1923. és 1924. évben elhunyt tagjairól. (Gyógyászat, 1925, 115–116. o.)
- Végezhet-e psychoanalysises kezelést nem orvos. (Gyógyászat, 1926, 982–983. o.)
- Allbutt Clifford T.: Arteriosklerosis. (Ütőérelmeszesedés.) Fordítás: Lévy Lajos. (Budapest, Singer és Wolfner, 1927, 112. o.)
- Székely Ágoston. (Gyógyászat, 1927, 1102. o.)
- Megjegyzések az anaemia perniciosa kérdéséhez. (Gyógyászat, 1928, 50–56. o.)
- Schein Mór dr. (Gyógyászat, 1929, 399. o.)
- Nagy Tivadar. (Gyógyászat, 1931, 301–302. o.)
- Bevezetés Somló Ernő „Miért halnak hirtelen szívhalált a magasvérnyomásu egyének?” című cikkéhez. (Gyógyászat, 1932, 537–538. o.)
- Mire figyeljünk a szívbeteg anamnézisében? (Lélekelemzési tanulmányok) Budapest, 1933, Somló Béla, 297–311. o. (reprint Budapest, T-Twins, 1993)
- Hári Pál professor. (Gyógyászat, 1933, 334–335. o.)
- Szívbeteg szemlélése. (Gyógyászat, 1935, 12–14. o.)
- Az orvos és az élet. (Tolnai Világlapja, 1935, 32. sz. 17–?. o.)
- A heveny szívgyengeség. I. (Gyógyászat, 1936, 758–760. o.)
- Euthanazia. (Orvosi Napló, III. Melléklet. 1936, 84–?. o.)
- A heveny szívgyengeség. II. (Gyógyászat, 1937, 4–8. o.)
- Vigyázat a vérantisepticumokkal. (Gyógyászat, 1937, 274–276. o.)
- A keringési rendszer (szív és erek) betegségeinek elkülönítő diagnosztikája. (Somló Ernővel) In: Klinikai diagnosztika, Budapest, Dante Kiadó, 1937, 166–204. o.)
- A vér-, illetőleg a vérképző szervek betegségeinek elkülönítő kórismézése. (mit Lőwinger Simonnal) (Klinikai diagnosztika, Budapest, Dante Kiadó, 1937, 205–230. o.)
- Digitális-kisérletek. Somló Ernővel, Deutsch Bélával és Engel Miklóssal. (Gyógyászat, 1938, 65–70. o.)
- Chinidin hatása angina készség ellen. (Orvosi Hetilap, 1951, 415–416. o.)
- Istvan Hollos. 19. April, 1872. – 2. February, 1957. (International Journal of Psycho-Analysis, 1957, 280–281. o.)